# Robert Boyd, 1:e lord Boyd
Robert Boyd, 1:e lord Boyd, död 1482, var en skotsk adelsman och ämbetsman. Han var Skottlands ställföreträdande regent eller riksföreståndare mellan 1466 och 1469.